# Ерік Бйорнссон
Ерік Бйорнссон (*Erik Björnsson д/н —бл. 810) — легендарний конунг Свеаланда у 805—810 роках (разом з братом Рефілом).

## Життєпис
Походив з династії Мунсйо, родичів конунгів Інглінгів та Скельдунгів. Син могутнього конунга Бйорна Залізнобокого. Про Еріка Бйорнссона замало відомостей, наприклад, невідомо, коли й де він народився. Вважається, що став володарювати в Старій Уппсалі близько 805 року. Правив разом з братом Рефілом. Втім фактична влада належала саме Еріку, оскільки Рефіл постійно перебував у морських походах.
Помер Ерік Бйорнссон близько 810 року (за іншими підрахунками 815). Йому наслідував небіж Ерік Рефілсон.

## Родина
- Бйорн II Гогський, конунг свеїв в Хаузі у 829—845 роках
- Анунд II Уппсальський, конунг свеїв в Упсалі у 829—845 роках